# Mario Galeani
Mario Galeani (Messina, 25 giugno 1966) è un pianista italiano, allievo del pianista Aldo Ciccolini.

## Biografia

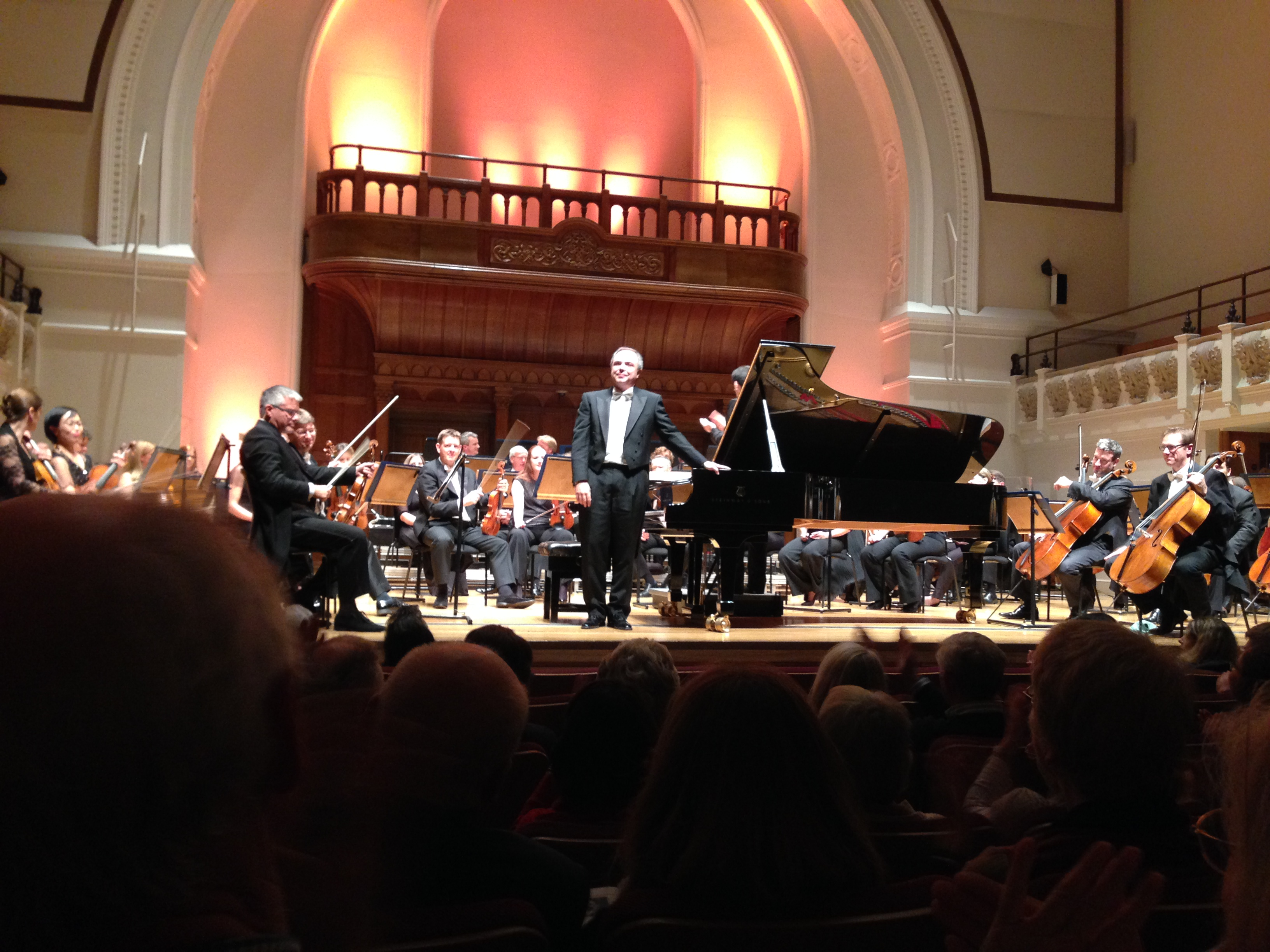
Mario Galeani, Royal Philharmonic Orchestra. Cadogan Hall, Londra 2013

Ha collaborato con la Royal Philharmonic Orchestra, London Chamber Orchestra, i Solisti del Gewandhaus di Lipsia, Orchestra del Teatro Bellini di Catania, Moscow Soloists, Viruosi di Praga, Edmonton Symphony Orchestra, Philharmonie de Lorraine, Cappella Istropolitana di Bratislava, Orquesta Sinfonica Estado de Mexico, Symphonie Orchester Zurich, Erfurt Philarmonisches Orchester, Orchestra Sinfonica Siciliana, Asheville Symphony Orchestra ecc... diretto tra gli altri da Yuri Bashmet, Peter Lukas Graf, Vincenzo Mariozzi, Saulius Sondeckis, Anton Nanut, Enrique Batiz, Grzegorz Nowak, Marzio Conti.
Nell'Agosto 2004 ha debuttato al Teatro antico di Taormina difronte a 5000 spettatori, eseguendo il Concerto op 54 di R. Schumann con la Royal Philharmonic Orchestra diretta da Enrique Batiz.
Nell'agosto del 2005 è stato invitato al 54º Festival Internazionale di Santander dove si è esibito con i solisti di Mosca sotto la direzione di Yuri Bashmet.
Nel luglio del 2006 si è esibito al Teatro Greco di Taormina con la London Chamber Orchestra per il Festival Taormina Arte.
Si è esibito inoltre alla Cadogan Hall di Londra, Tonhalle di Zurigo, Gasteig di Monaco di Baviera, Mitropoulos Hall di Atene, Teatro Bellini di Catania, Arsenal di Metz, Teatro dell'Opera del Cairo, Sala Verdi del Conservatorio di Milano e Torino ecc..

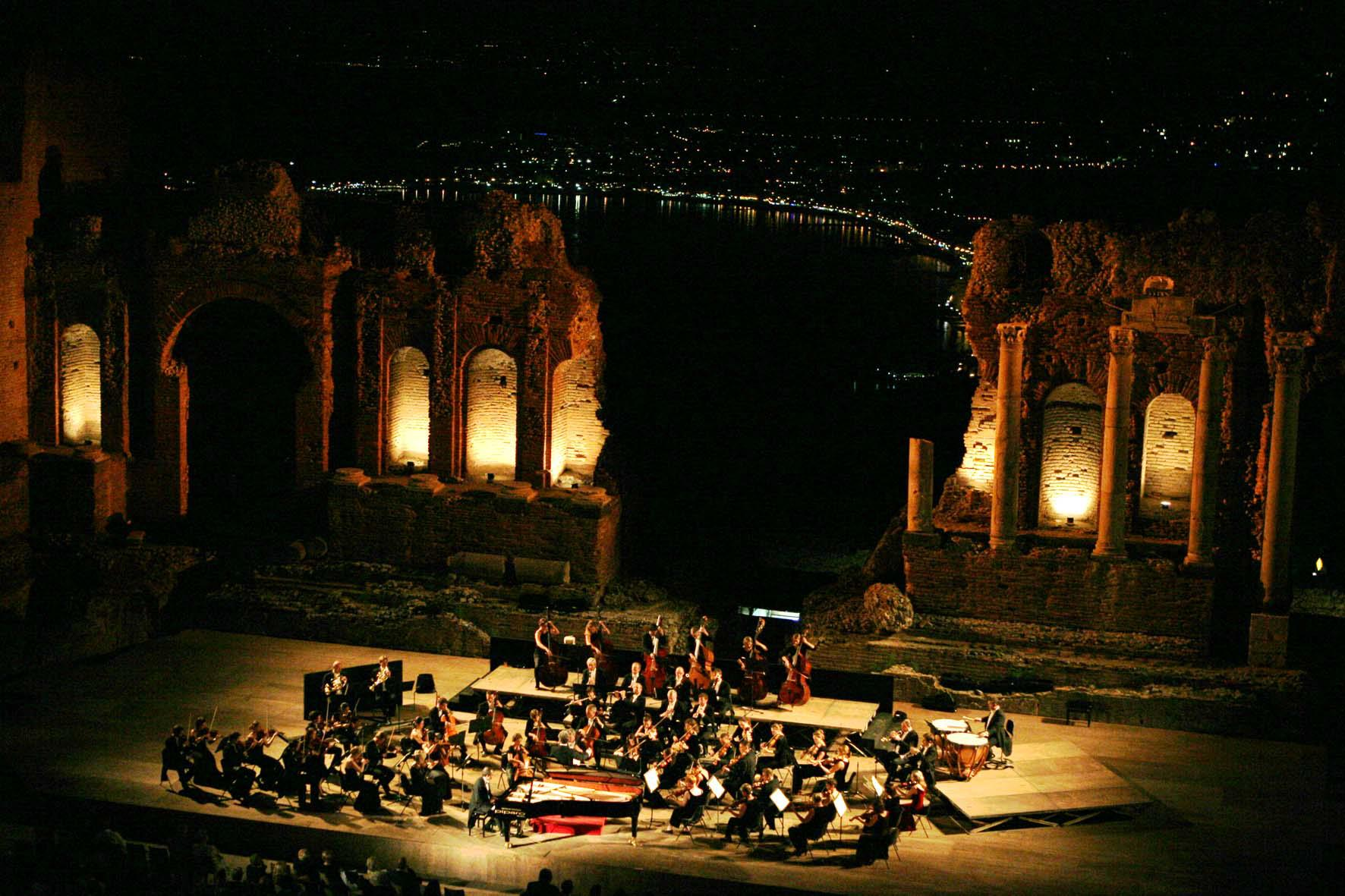
Mario Galeani, London Chamber Orchestra. Teatro Antico Taormina. 2006

È stato invitato in tournée in tutta Europa, Nord e Centro America, Medio ed Estremo Oriente, e Nord Africa. Sin dal 1991 è annualmente invitato in tournée negli Stati Uniti d'America, in Giappone, in Messico (rappresentando l'Italia al 32º Festival Internazionale Cervantino, insieme ad artisti come i Solisti veneti con Claudio Scimone,il Quartetto Amati e Uto Ughi), in Egitto, e altrove.
Molte sue esecuzioni sono state registrate da radio e televisioni italiane e straniere tra cui la RAI Radiotelevisione Italiana, RTVE, France 3, NBC, CBC Canada, EURORADIO, Radio Classica, SWR Germania, RTVE Spagna, HRT Croazia, RTP Portogallo, RTV Romania e Bulgaria, RTM Mexico, ETV Egitto.
Nel 2005 viene pubblicato un cd dalla Phoenix Classics con le quattro ballate, l'opera 22 e 61 di Fryderyck Chopin, che riscuote grandi consensi dalla critica specialistica.
Nel 2008 viene pubblicato dalla RPO Records di Londra un cd in cui esegue il Quarto e Quinto concerto per pianoforte ed orchestra di L. Van Beethoven con la Royal Philharmonic Orchestra diretta da Grzegorz Nowak.
Il cd viene recensito da "Classical net review come una delle migliori incisioni degli ultimi decenni e paragonato all'incisione dei primi anni '70 di Barenboim con Klemperer. Nel 2010 sempre con la RPO sotto la direzione di Gregorz Nowak, viene pubblicato un secondo cd beethoveniano contenente il Primo e Secondo concerto. Nell'Aprile 2012 ha registrato a Londra il Terzo Concerto, completando così l'incisione dell'integrale dei concerti di Beethoven per pianoforte ed orchestra. Il cd che contiene anche la Sonata op 27 n 2 "Al chiaro di luna", è stato pubblicato nel Novembre 2013 ed ha già riscosso notevoli consensi della critica specialistica tra cui "CD Classico" e Radio Classica.
È l'unico pianista italiano vivente ad aver realizzato un'incisione integrale dei concerti di Beethoven con la RPO.
Ha ideato nel 1988 il Festival Internazionale “NAXOS MUSICA”, organizzato dall'Azienda Soggiorno e Turismo di Giardini Naxos, di cui è stato Direttore Artistico fino al 1994, anno dell'ultima edizione.
Dal 2004 al 2006 è stato consulente musicale del Presidente del Festival “TAORMINA ARTE”.
Mario Galeani è uno "Steinway Artist" dal 2006 ed è docente presso il Conservatorio Statale di Musica "V. Bellini" di Caltanissetta.

## Discografia
- Fryderyk Chopin - Quattro Ballate, Grande Polonaise brillante précédé d'un Andante spianato in Mi bemolle. Magg. op 22, Polonaise Fantaisie in La bemolle Maggiore op. 61. PHOENIX CLASSICS 05111, 2005
- L. Van Beethoven - Concerti per Pianoforte ed Orchestra nn. 4 op. 58 e 5 op. 73 "Emperor". Royal Philharmonic Orchestra, Grzegorz Nowak. RPO RECORDS SP013, 2008
- L. Van Beethoven - Concerti per Pianoforte ed Orchestra nn. 1 op. 15 e 2 op.19. Royal Philharmonic Orchestra, Grzegorz Nowak. RPO RECORDS SP028, 2011
- L. Van Beethoven - Concerto per Pianoforte ed Orchestra n. 3 op. 37, Sonata op. 27 n. 2 "Al chiaro di luna". Royal Philharmonic Orchestra, Grzegorz Nowak. RPO RECORDS SP041, 2012

| Controllo di autorità | VIAF (EN) 249644078 · ISNI (EN) 0000 0003 7033 6186 · SBN DDSV310824 · LCCN (EN) no2012073819 |